# Banc public
Pour les articles homonymes, voir Banc public (homonymie).
Cet article possède un paronyme, voir Les Amoureux au ban public.

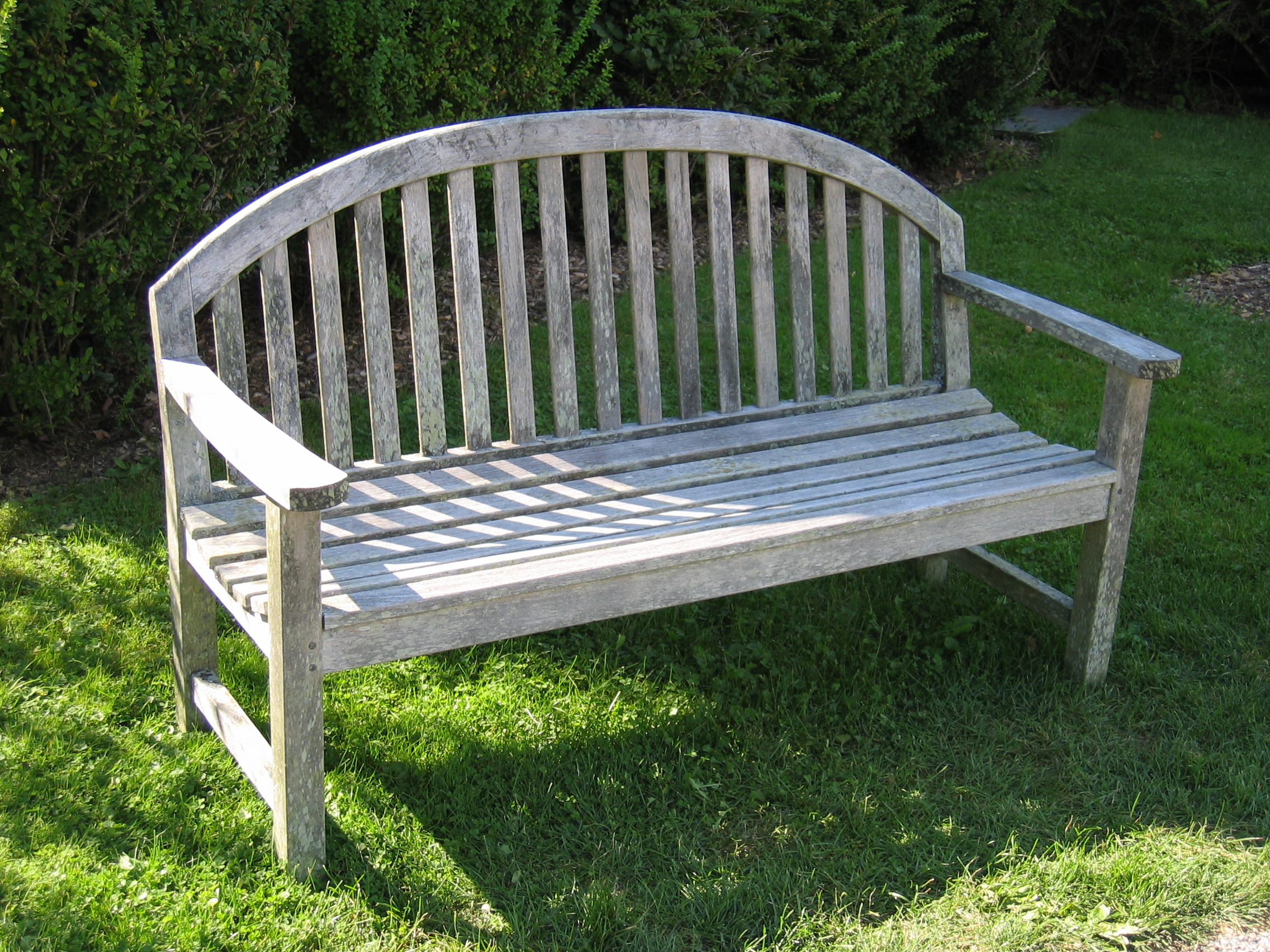
Un banc public moderne.

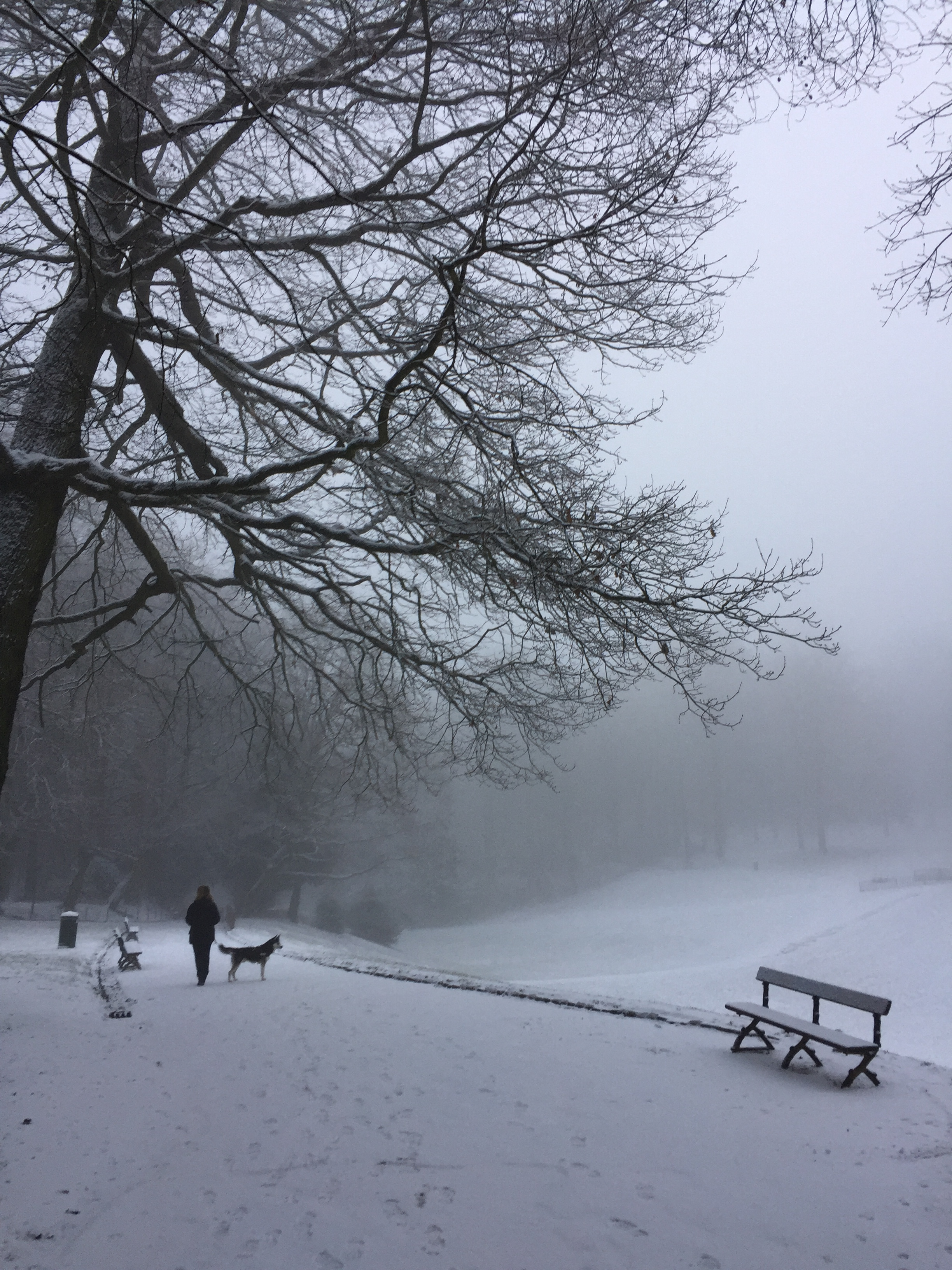
Banc au bois de la Cambre à Bruxelles (2017).

Un banc public est un banc installé dans un endroit public. Il fait partie du mobilier urbain.
C'est habituellement un siège long, avec ou sans dossier, avec ou sans accoudoirs, sur lequel plusieurs personnes peuvent s'asseoir. On le retrouve dans les parcs, les jardins, les promenades publiques et le long des avenues.

## Origines et étymologie

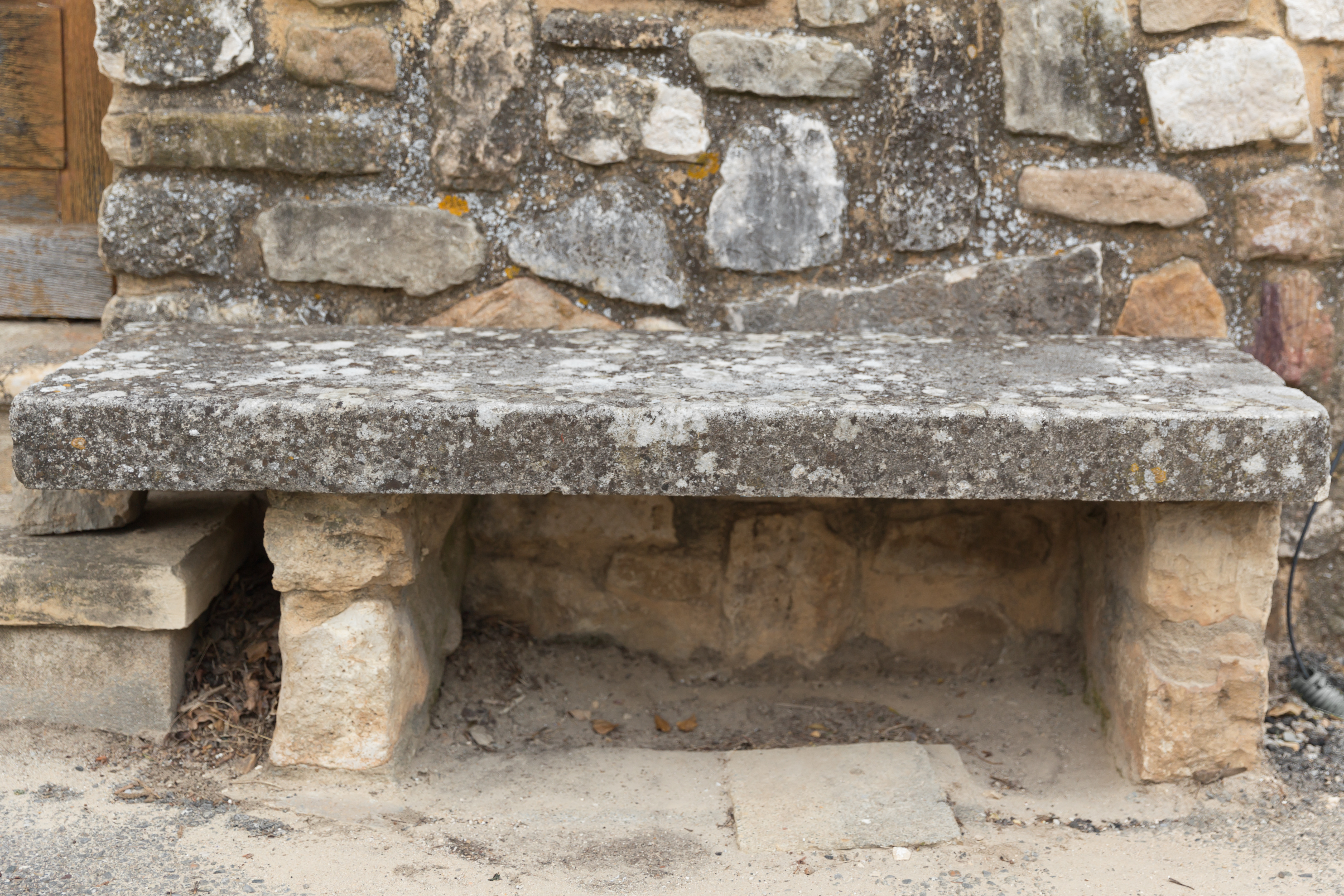
Banc en pierre dans le village d'Aiguèze, France (2015).

On pourrait presque dire que les bancs apparaissent avec la ville. À l'époque Classique, on les appelait « exèdres ». Au Moyen Âge, ils sont intégrés aux bâtiments. Ils agrémentent ensuite parcs et jardins, canaux et promenades publiques. Plus tard, le baron Haussmann et son architecte Gabriel Davioud ponctuèrent les rues parisiennes de divers mobiliers (kiosques, candélabres, bancs, vespasiennes), fabriqués industriellement, au design encore caractéristique. Les bancs étaient disposés dans l'alignement des arbres, en bordure des trottoirs[réf. nécessaire].
Les bancs appartiennent à ce qui est communément appelé mobilier urbain, bien que ce terme soit parfois attribué à Jean-Claude Decaux lui-même, il semblerait qu'il soit réellement apparu vers les années 1960, alors que le mobilier urbain a toujours existé[réf. nécessaire].

## Usages

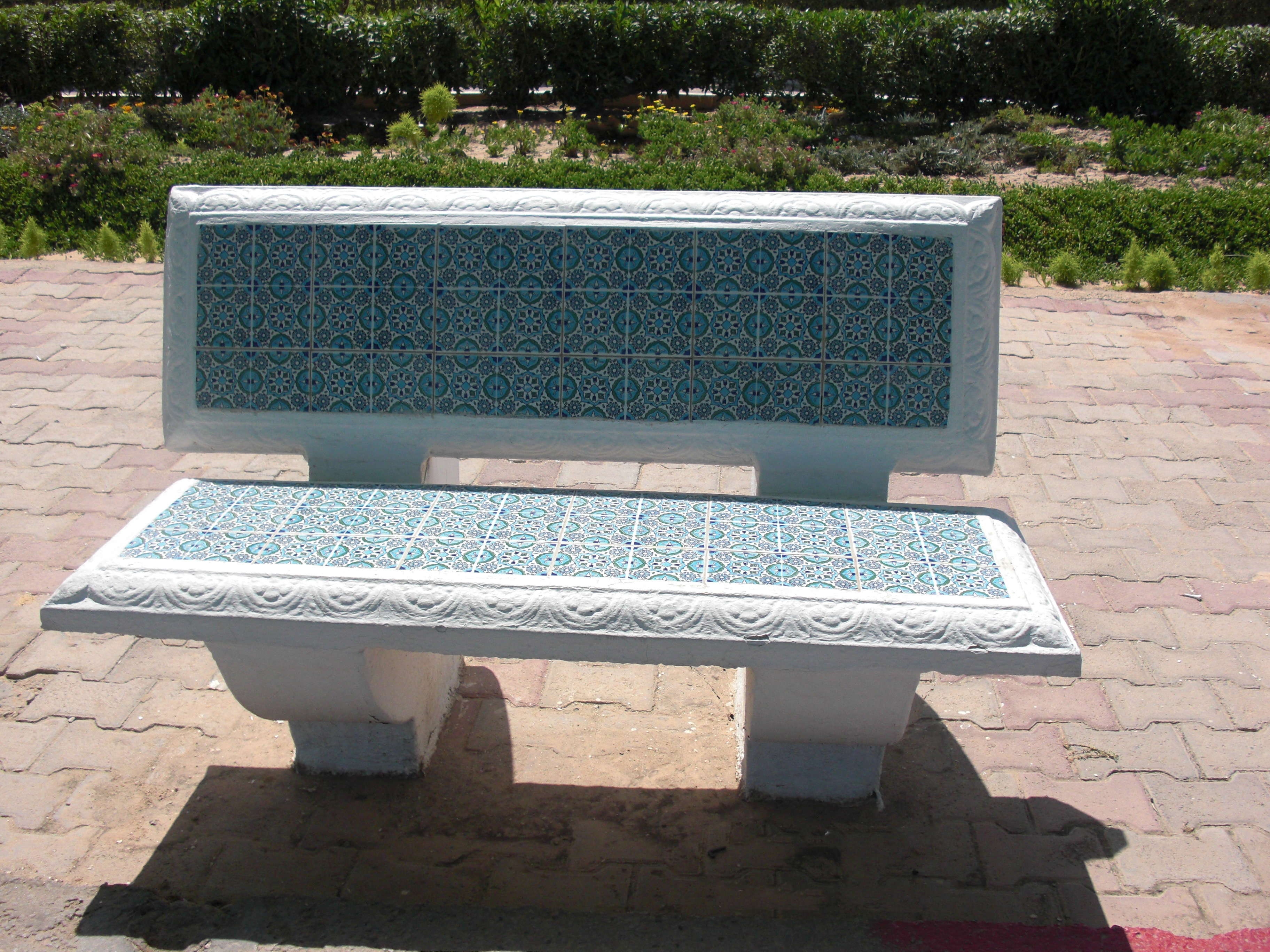
Banc public des années 1950, à Lyon, France (2009).

Le Centre d'étude sur les réseaux, les transports, l'urbanisme et la construction (CERTU) propose une liste non exhaustive des usages liés au bancs. Extraits :
« S’arrêter : - S’asseoir : l’envie, le besoin de s’asseoir sont certainement parmi les plus naturels qui soient - Stationner - momentanément, pour mieux regarder quelque chose, ou quelqu’un ; - S’arrêter pour un certain temps, dans un but précis: se reposer, se détendre, se délasser, faire la sieste, dormir ; - Se rafraîchir, boire (…) ; - Prendre le soleil… ou s’en protéger ; - S’abriter (…) ; - Manger, pique-niquer ; - Lire, écrire, dessiner, peindre ; - Converser, bavarder, causer, parler, s’entretenir, deviser, discuter… ».
« L'espace, la ville sont le jouet du politicien, puis de l'urbaniste et de l'architecte, mais en aucun cas de l'usager. On dispose des bancs et le public doit se charger de les essayer. Le citoyen n'est qu'un utilisateur d'espace prévu à son insu. ».
Si les bancs publics sont moins nombreux dans les espaces et sur les trottoirs des grandes villes, il y en a plus dans les espaces verts, les parcs publics où les gens aiment venir en famille flâner ou se reposer[réf. nécessaire].

### France

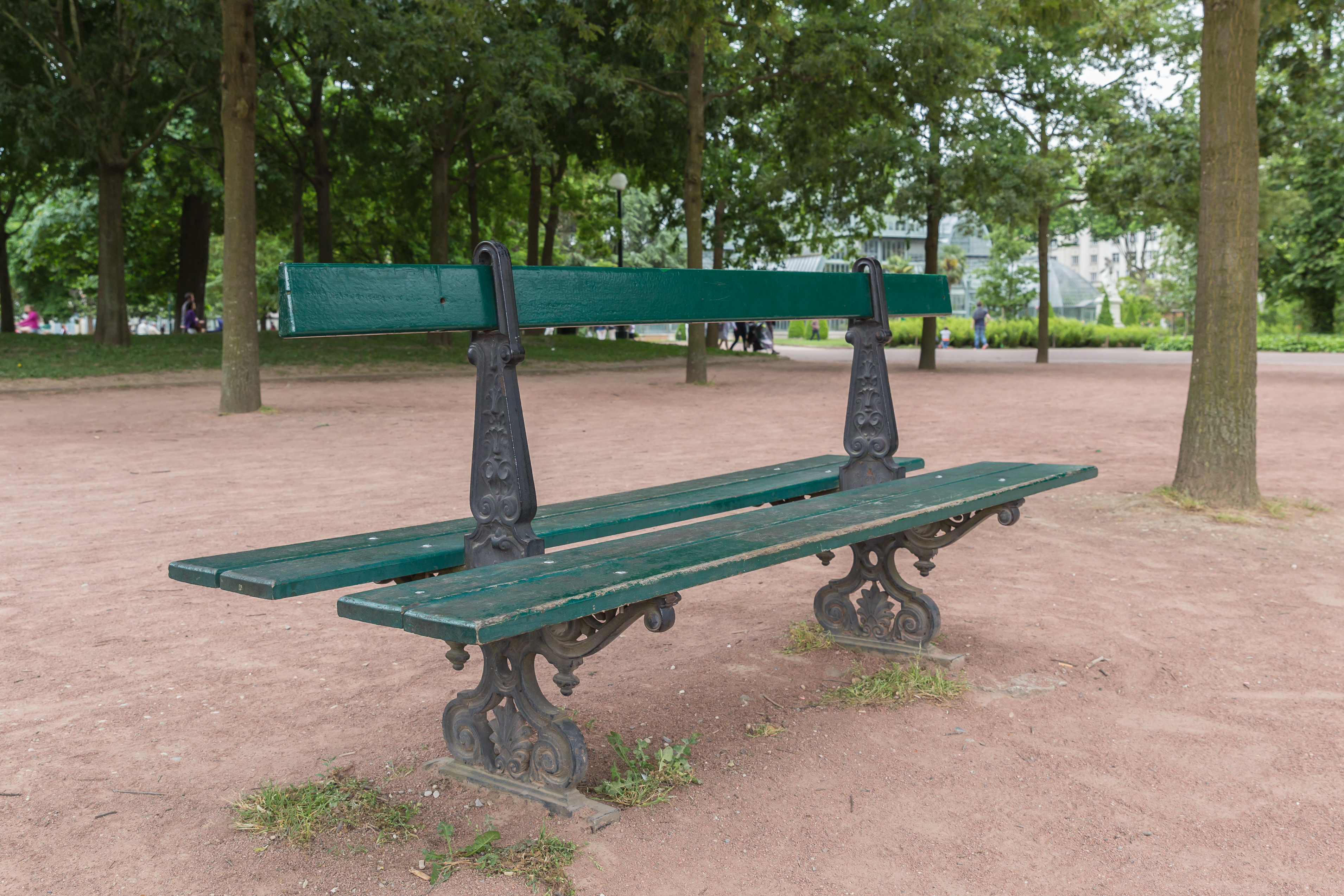
Un banc au parc de la Tête d'or à Lyon, France (2015).

En France, à partir de la fin de la décennie 1990, ont été introduits des bancs inconfortables après une certaine durée, ou ne permettant pas de s'allonger (par exemple grâce à des accoudoirs). Ce type de banc est destiné à empêcher le stationnement prolongé des personnes sans domicile fixe. Un film a été réalisé sur ce sujet.
L'aménagement des berges du Rhône à Lyon en 2008-2009, s'est accompagné d'une nouvelle implantation de bancs publics tout au long du parcours.
Il y a en 2013 à Paris environ 100 000 bancs « Davioud », qui continuent à être restaurés et remplacés, même si sur certains secteurs (place de la République, Grands Boulevards), des bancs plus modernes sont testés ; ils font partie de l'imaginaire parisien et ont été cités par de nombreux artistes (Flaubert, Aragon, Georges Brassens ou encore Jean Tardieu).
En janvier 2015, Perpignan crée la polémique en supprimant ses bancs publics sous prétexte qu'ils sont un lieu de rassemblement pour les SDF. Angoulême avait déjà provoqué ce type de polémique après avoir grillagé ses bancs en décembre 2014.
En avril 2017, la ville de Toulon ayant supprimé tous les bancs publics de son centre ville pour « lutter contre la sédentarisation », l'association Robin des Bancs, est créée pour proposer un parcours artistique et touristique avec des œuvres d'art sur lesquelles il sera possible de s'asseoir. Quatre bancs artistiques originaux en rapport avec l'histoire de Toulon ont été créés et exposés au musée de la Marine.
Durant le confinement de 2020, plusieurs villes enlèvent leurs bancs publics, qu'elles accusent de pousser à l'irrespect des mesures sanitaires, tandis que d'autres réglementent très strictement leur usage . 

## Différents modèles

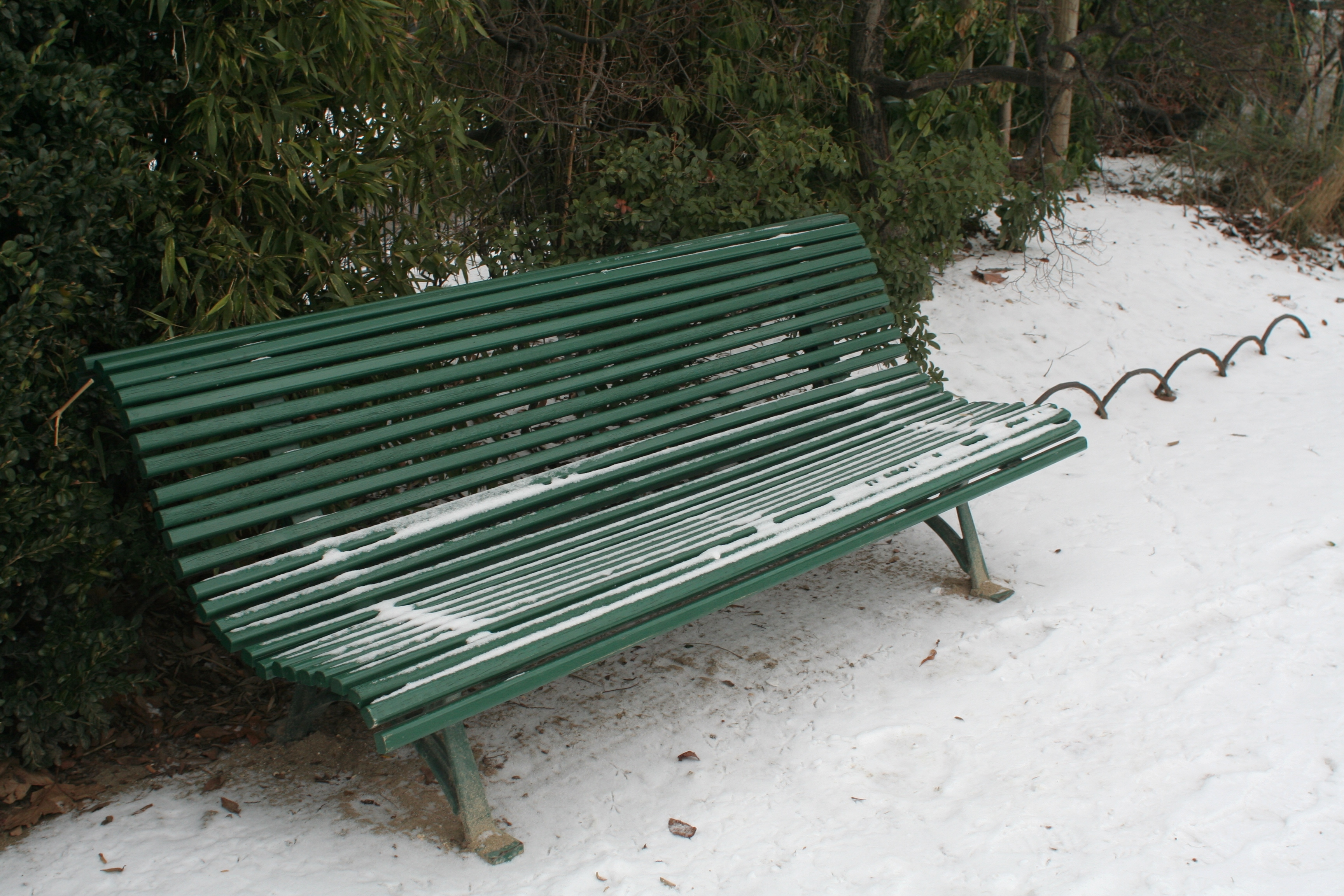
Banc en bois au square Claude-Nicolas-Ledoux à Paris, France (2010).

Les bancs peuvent être pourvus d'accoudoirs, aussi appelés accotoirs. Ils peuvent être avec ou sans dossiers (ils seront alors appelés banc ou banquette).
L'assise peut être légèrement inclinée vers le haut, de quelques degrés. Ils peuvent être en fonte, fer, acier, peint ou inox, bois ou béton, ou un mélange de ces matières.
Généralement placés à l'extérieur, ces objets doivent impérativement être protégés contre la corrosion, surtout sur le littoral et dans les régions enneigées ou pluvieuses, quand ils sont en fer ou en bois. Le banc en bois pour être résistant doit être imputrescible, c'est-à-dire exotique ou européen, et dans ce dernier cas il doit subir un traitement particulier à l'autoclave classe III ou IV ou également un traitement de type thermique.

### Le banc public à étage

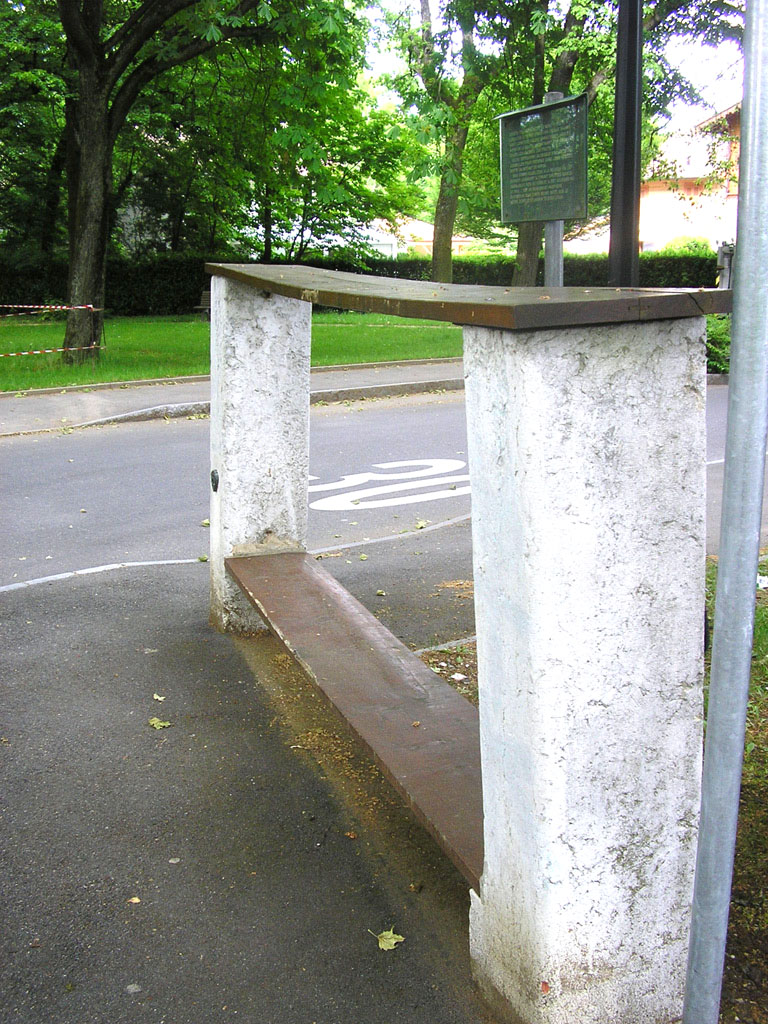
Banc à étage du XVIII à Chêne-Bougeries, Suisse (2010).

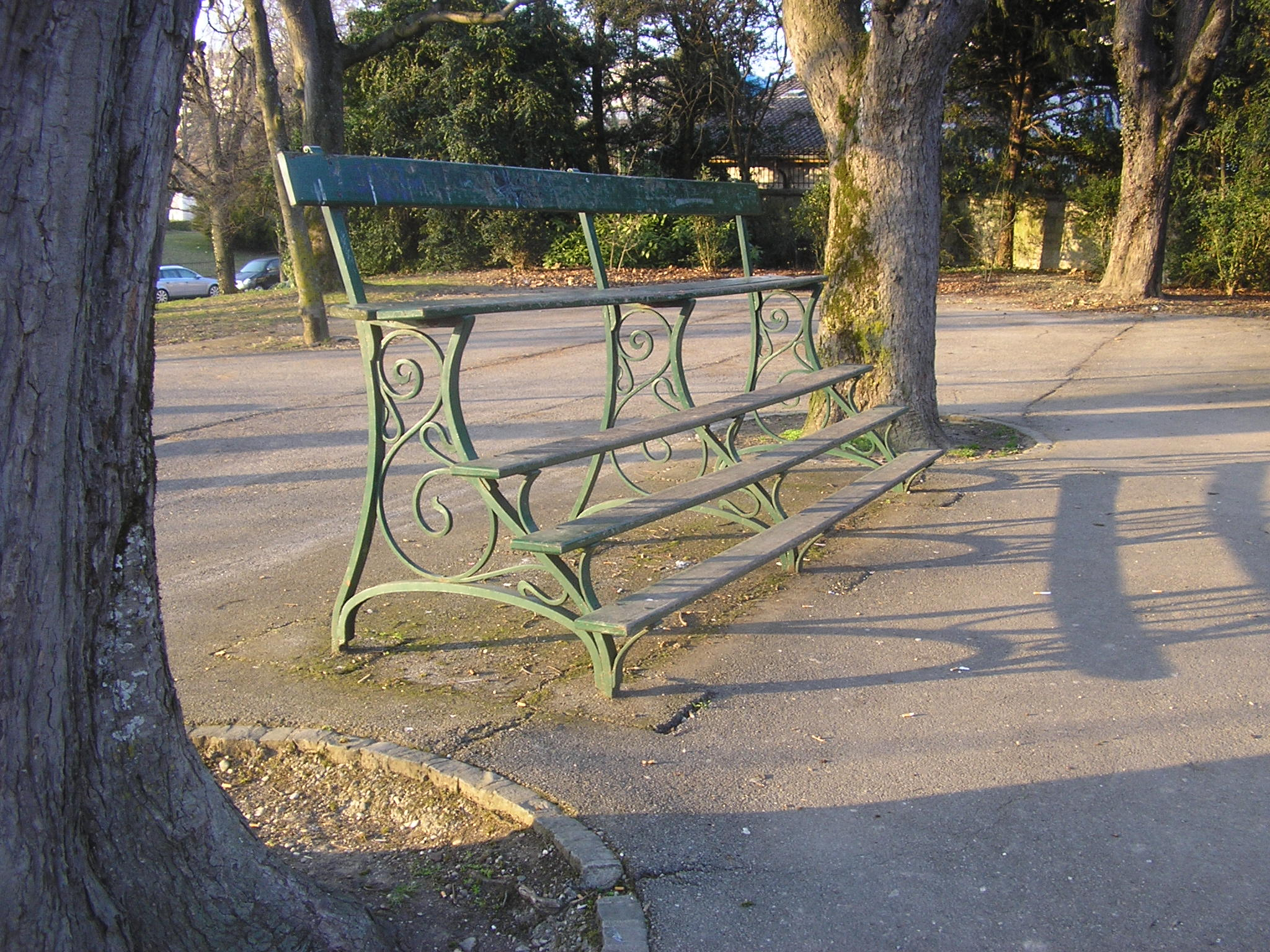
Banc à marches au Petit-Saconnex, Suisse (2011).

En usage au moins au XVIIIe et XIXe siècles, le banc à étage ou « banc-reposoir » permettait aux paysans ou paysannes, venant en ville vendre leurs récoltes, d'y déposer panier ou hotte durant le temps du repos. Deux préfets du Bas-Rhin ont imposé l'édification d'un grand nombre de ces bancs en Alsace, entre 1811 et 1894. Il s'en trouve aussi à Genève : « Rare témoin et l’un des derniers vestiges du commerce quotidien qui nourrit Genève, le banc à étage placé au centre du rondeau des Bougeries. Savoyards ou Genevois des Mandements, lourdement chargés, y posaient leurs hottes sur le plateau supérieur du banc, tout en prenant un bref repos avant d’aller écouler leurs victuailles sur les marchés de Genève, entre autres. ».

### Le banc à marches
Le banc à marches, ou à étages, est une forme de banc rehaussé permettant d'élargir la vision. Deux exemples se trouvent à la Promenade des Crêts au Petit-Saconnex, uniques en ville de Genève.

## Le banc public dans la culture
- Georges Brassens a écrit une chanson intitulée Les Amoureux des bancs publics.
- Bancs publics (Versailles Rive-Droite), film français de Bruno Podalydès sorti en 2009.

- « Un banc, c’est gratuit, un banc, ça ouvre la porte à des rencontres, à des discussions, un banc, c’est le droit de s’asseoir dans l’espace public, sans forcément consommer, un banc, c’est un bras d’honneur à l’espace marchand »
 « Non à l’ablation des bancs » d’Arnaud Bernard[15],[16] (2009).
- Sur le Banc, émission radiophonique de Raymond Souplex et Jane Sourza puis film réalisé par Robert Vernay en 1954.